# Ed Hunt
Edward „Ed“ Hunt ist ein US-amerikanischer Drehbuchautor, Filmregisseur und Filmproduzent.

## Leben
Hunt wuchs in Los Angeles, Kalifornien auf und interessiert sich seit seiner Kindheit für die Filmindustrie. Mit 15 Jahren verfasste er erste Drehbücher. Er besuchte die University of California, Los Angeles, wo er anfänglich als Hauptfach Chemie wählte, später aber zum Hauptfach Film wechselte. 1969 zog er nach Kanada und startete als Kameramann in dem Film I Am Furious ins Filmgeschäft. Noch im selben Jahr erschien der Film The Freudian Thing, für dessen Regie Hunt verantwortlich war und auch wieder als Kameramann agierte.
In den 1970er Jahren war er für eine Reihe von Low-Budget-Filmen als Drehbuchautor und Regisseur verantwortlich. Gegen Ende dieses Jahrzehnts kehrte er nach Kalifornien zurück. Für den 1979 erschienenen Film Unter strengster Geheimhaltung konnte er einige Auszeichnungen verdienen. In den 1980er Jahren ging seine Aktivität in der Filmindustrie merklich zurück. In dieser Zeit erschien der Horrorfilm Das Gehirn. Erst 2014 folgte mit Halloween Hell ein weiterer Spielfilm. Zuvor war er 1995 für die Realisierung des Videospiels Jungle Book: The Legend of Mowgli verantwortlich.

## Filmografie

### Drehbuch
- 1973: Pleasure Palace
- 1974: Diary of a Sinner
- 1976: Point of No Return
- 1977: Invasion der Raumschiffe (Starship Invasions)
- 1979: Unter strengster Geheimhaltung (Plague)
- 1981: Angst (Bloody Birthday)
- 1985: King of the Streets
- 1995: Jungle Book: The Legend of Mowgli (Videospiel)
- 2014: Halloween Hell

### Regie
- 1969: The Freudian Thing
- 1973: Pleasure Palace
- 1974: Diary of a Sinner
- 1976: Point of No Return
- 1977: Invasion der Raumschiffe (Starship Invasions)
- 1979: Unter strengster Geheimhaltung (Plague)
- 1979: Greatest Heroes of the Bible (Fernsehserie, 1 Episode)
- 1979: UFO’s Are Real (Dokumentation)
- 1981: Angst (Bloody Birthday)
- 1985: King of the Streets
- 1988: Das Gehirn (The Brain)
- 1995: Jungle Book: The Legend of Mowgli (Videospiel)
- 2014: Halloween Hell

### Produktion
- 1976: Point of No Return
- 1977: Invasion der Raumschiffe (Starship Invasions)
- 1979: Unter strengster Geheimhaltung (Plague)
- 1985: King of the Streets
- 2014: Halloween Hell

## Auszeichnungen
- 1979: Catalonian International Film Festival, Kategorien Best Screenplay und den Jury-Preis für Unter strengster Geheimhaltung